# SP〜警視庁警護課
『SP〜警視庁警護課』（エスピー・けいしちょうけいごか）は、2011年から2014年までテレビ朝日系で放送された日本の刑事ドラマシリーズ。全4回。主演は渡瀬恒彦。
フジテレビ系にて放送された連続テレビドラマ『SP 警視庁警備部警護課第四係』とは題材を同じくするが、関連性はない。

## 登場人物

### レギュラー
竹内孝治
演 - 渡瀬恒彦
階級は警部補。15年前総理大臣のSPをしていたが、暴漢から総理を護りきれなかった失態にて配置転換を希望し警視庁品川中央警察署生活安全課の刑事をしていた。時は流れ無事に定年を迎えようとしていた矢先、SPへの復帰を要請される。煙草が苦手。
矢部まゆ
演 - 三倉茉奈
竹内孝治の娘。結婚し第1子を出産。父の身を案じ、危険が伴うSPの任務に就くのを強く反対している。
磯貝康一
演 - 杉本哲太
警視庁品川中央警察署刑事部捜査第一課警部補。竹内の後輩。
長岡宗夫
演 - 平泉成
警視庁警護課長。竹内のSP時代の元上司。
石鍋キリ子
演 - 高畑淳子
元政和党代議士。竹内が15年前に警護していた総理大臣の娘。京都出身。強烈なカリスマ性と我儘さを併せ持つ。父親を守りきれなかった竹内を憎んではいるが、なんだかんだ言って頼りにする。第1作で新党を立ち上げる。未来党党首。第3作では環境生活大臣に就任している。第4作では法務大臣に就任しており、次期総理候補に急接近する。

### ゲスト

#### 第1作
田丸信作
演 - 佐野史郎
野上の私設第一秘書。キリ子とは大学からの友人。野上のゼネコン贈賄スキャンダルにあたり、キリ子に偽証を依頼する。バツ2で周囲からはDVが原因で離婚した、と噂されている。
真田信二
演 - 金児憲史
警視庁警護課SP、キリ子担当。キリ子のことを快く思っていない。
早川由紀
演 - 金子さやか
警視庁警護課SP、キリ子担当。キリ子のことを快く思っていない。いつか一泡吹かせてやりたいと考えている。
石鍋洋介
演 - 中村繁之
キリ子の弟。京都在住。地元の衆議院統一補欠選挙に出馬する。
花輪和史
演 - 綱島郷太郎
キリ子の秘書。
佐々木光男
演 - 風間トオル
野上の秘書。表向きは野上の若手秘書だか実は野上の隠し子。
キリ子を狙う脅迫犯
演 - 須藤雅宏

金城幸子
演 - 宮下ともみ
ホステス。15年前の殺人事件被害者。ストーカーに付きまとわれ、殺される5日前に総理の警護中の竹内にSOSと連絡先のメモを渡す。しかし竹内はSPの仕事に集中していたためそのSOSに目をつぶらざるを得ず、その結果、8歳の娘共々殺されてしまう。事件を知った竹内は気持ちが揺らいで集中力を欠いてしまい、暴漢襲撃の際、ガードしきれずに総理にケガを負わせてしまった。
佐藤あけみ〈24〉
演 - 夏美
モデル。現在の殺人事件被害者。自宅マンションで首を絞められて殺害される。15年前の金城幸子と同じ手口で殺されている。
野上勘三
演 - 野口貴史
政和党代議士、建設族のドン。ゼネコン贈賄スキャンダルの疑惑がある。
石鍋健一
演 - 笹木俊志
キリ子の父。元首相。故人。
冒頭部のひったくり犯人
演 - 稲輪吉泰
その他
演 - 内藤邦秋、本山力、菊池隆志、八巻博史

#### 第2作
鷲尾小夜子
演 - かたせ梨乃
華子の母。キリ子と親しく、日本滞在中の警護の伝手を頼る。
鷲尾華子
演 - 上原多香子
世界的ヴァイオリニスト。数年前から、軍事独裁政権であるキラリア共和国の民主化を支援し政治的な発言を繰り返していることから、同国の軍事政権から命を狙われている。
川畑三樹夫
演 - 的場浩司
警視庁警護課SP。階級は警部補。財津外務大臣の警護を担当。竹内の元部下。
川畑令子
演 - 井上和香
川畑の妻。竹内のことも知っており面識もある。
須藤ユリ
演 - 知念里奈
警視庁警護課SP。鷲尾華子の警護を担当。華子のファンでときおり華子に見とれては栗本に注意される。
栗本要平
演 - 松田悟志
警視庁警護課SP。鷲尾華子の警護を担当。
大谷靖夫
演 - 片桐竜次
プロモーター。今回の華子の日本公演のプロモーションを担当。金に困っている。小夜子の元夫。
植木順史
演 - 堀内正美
音大教授。華子の師。
金原則之
演 - 大高洋夫
大谷の部下。
仲畑雄之介
演 - 榊英雄
刑事。磯貝の部下。
財津建雄
演 - 榎木孝明
外務大臣。キラリア共和国の独裁政権を擁護するコメントを繰り返す。
財津美華
演 - 鈴川法子
財津夫人。
財津茜
演 - 澤美帆
財津と美華の娘。
井上
演 - いわすとおる
フリージャーナリスト。
その他
演 - 白井滋郎、野口貴史、前川恵美子、渋谷めぐみ、岡部優里、大西由恵、内藤邦秋、幸世、中村彩実、小泉敏生、荒田悠良、東山龍平、太田雅之、岸本康太

#### 第3作
進藤歩実
演 - 賀来千香子
人気女性ジャーナリスト。テレビやラジオにコメンテーター・パーソナリテイーとして出演し、専らタレントとして活動する。取材中にキリ子の狙撃犯を目撃してしまったことから犯人に逆恨みされる可能性があり、竹内らの警護を受けることとなる。
林沙貴
演 - 佐藤江梨子
歩実の付き人兼マネージャー。
田代要次
演 - 金子賢
SP。竹内を尊敬し、竹内とともに歩美の警護を担当する。
鎌田匠子
演 - 笛木優子
女性SP。竹内とともに歩美の警護を担当する。
進藤祐介
演 - 升毅
歩美の夫。元報道カメラマン。環境保護団体GGJと共に行動し、環境生活大臣のキリ子とはかつて反目していた。
山上リツ
演 - 藤吉久美子
弥栄の母。
小城靖則
演 - 隆大介
懲戒免職された元警官。
大島糸子
演 - クノ真季子
冒頭部の殺人被害者。品川シティハイツ702号室の入居者。元京都府警科学捜査研究所職員。
細川
演 - 芹沢礼多

沢田
演 - 浦野REN

安田
演 - 飯田基祐
環境保護団体「GGJ」メンバー。
木本
演 - 西村匡生
警視庁警護課SP、キリ子担当。
都ラジオの警備員
演 - 野口貴史

山上弥栄
演 - 宮嶋麻衣
スナックのホステス。失踪中。
平野高司
演 - 金田明夫
警察庁長官官房長。
塚本太郎
演 - 内田朝陽
塚本代議士の息子で、秘書。
塚本克也
演 - 中原丈雄
1年生議員で、元京都府警本部長。大物議員のキリ子に対して気を遣う。
その他
演 - 北山雅康、小長谷夏希

#### 第4作
辻博子
演 - 松下由樹
天才的手腕を持つ外科医。海外留学後に好条件で神原病院に迎え入れられ、外科医として活躍していた。しかし、院内の機材調達疑惑に首を突っ込んで事務長から警告を受け、それを無視した末に逆に横領事件の犯人に仕立て上げられてしまう。有罪判決を受けて服役し、医師免許も停止されてしまうが、仮出所と同時に、キリ子のある思惑で医師免許が回復する。
柳田信介
演 - 松村雄基
神原病院の外科医。神原剣一郎の娘婿となり、彼の政界進出後は、院長に抜擢されている。かつて博子と恋愛関係にあったが、博子が逮捕された後は剣一郎の娘に乗り換えている。
大橋拓哉
演 - 渡辺大
キリ子を警護中に負傷したが、緊急搬送された神原病院で博子の手術で命を救われた。博子に恩義に感じており、竹内と博子のために捜査協力する。
秋山友恵
演 - 村井美樹
博子の護衛チームに配属されてきた若手女性警官。寡黙で優秀に見えたが…。
伊藤悟史
演 - 岩永洋昭
博子の護衛チームに配属されてきた警官。
香西淳司
演 - 正名僕蔵
神原病院の事務局長。
細川直人
演 - 須賀貴匡
京都のおばんざい屋の店主。祖母の細川道子が神原病院入院中に容体急変で亡くなったことに疑問を抱き、博子が手術で京都に来た時に接触を試みる。
高島雅典
演 - 冨家規政
元弁護士。神原のバックアップで京都府知事選挙に当選する。
杉本要平
演 - 松尾敏伸
斉藤美江
演 - 和泉佑三子
上記2名は、神原病院の元内科医と元看護師。細川道子の死亡時当時、当直だった。
細川道子
演 - 三島ゆり子
何者かに呼び出され、階段の踊り場から突き落とされ神原病院に救急搬送される。しかし入院中の病室で何者かに殺害される。
神原真弓
演 - 彩也子
剣一郎の娘。柳田信介と結婚する。
吉原保
演 - 若林久弥
物語中盤で博子を襲撃する。
塚本平八
演 - 野口貴史
ブラック企業の悪名がある大手家電メーカーの社長。キリ子の後援会長でもある。心臓に持病がある。
神原剣一郎
演 - 竜雷太
神原病院グループ総帥。病院経営は順調であり、自らは政界に進出、次期総理候補の声も掛かる大物政治家。

## スタッフ
- 脚本 - 西岡琢也
- 音楽 - 吉川清之
- 監督 - 村川透
- 第2作バイオリン指導&演奏 - 村川千尋（村川千秋の実娘）
- 技斗 - 中村健人
- CG - キルアフィルム
- プロダクション協力 - 東映太秦映画村
- チーフプロデューサー - 五十嵐文郎
- プロデュース - 島川博篤（1-3）、杉山登（4）、小林由幸、河瀬光
- 製作 - テレビ朝日、東映

## エピソードリスト
- いずれの回も20:58 - 21:00に『今夜のドラマスペシャル』も別途放送。

| 話数 | エピソードタイトル | 初回放送日                        | 脚本     | 監督   |
| --- | --- | --------------------------------- | -------- | ------ |
| 1 | 定年間近の刑事が挑む15年前の未解決美女連続殺人！ 東京〜京都〜大阪、元総理の娘の警護に迫る殺人者の影 犬が運ぶ脅迫状!? 真犯人の密室トリック… | 2011年10月8日 土曜日21:00 - 23:06 | 西岡琢也 | 村川透 |
| 政和党代議士・石鍋キリ子の周辺で脅迫が発生した。SPが配置されるがキリ子の我侭の連発で次々とSPたちが辟易してしまい、困り果てた課長の長岡は、かつての部下だった竹内に復帰を要請した。一方、都内である殺人事件が発生した。その殺人事件は、15年前に竹内がSPをやめるきっかけになった殺人事件と同じ手口だった。 | |                                   |          |        |
| 2 | 定年刑事が挑む日本縦断1000キロの殺人捜査 東京〜京都〜神戸〜博多、美人母娘の警護！ 銀座の元女帝に捧げる殺意のバイオリン…                    | 2012年3月3日 土曜日21:00 - 23:06  | 西岡琢也 | 村川透 |
| 竹内はキリ子からの頼みで、日本に帰国してきた世界的ヴァイオリニストの警護を行うことになった。 | |                                   |          |        |
| 3 | 定年刑事VS科捜研の女！ 未解決殺人を追い東京〜京都500キロ捜査 狙撃された女性代議士の謎!? 白骨死体が暴く祇園の殺人トリック                   | 2013年4月27日 土曜日21:00 - 23:06 | 西岡琢也 | 村川透 |
| 環境生活大臣に就任したキリ子が、遊説先の京都で何者かに狙撃された。キリ子からの頼みで竹内は人気ジャーナリストの歩実の警護を担当することになった。 | |                                   |          |        |
| 4 | 天才女性外科医を警護せよ！東京－京都－淡路島、 巨大病院をめぐる横領疑惑と政界を巻き込む連続殺人の謎！                                      | 2014年5月4日 日曜日21:00 - 23:10  | 西岡琢也 | 村川透 |
| 竹内に再び舞い込んだキリ子からの依頼は、冤罪で有罪となり仮出所してきた天才外科医の護衛だった。 | |                                   |          |        |